# Будешть (Ясси)
Будешть, Будешті (рум. Budești) — село у повіті Ясси в Румунії. Входить до складу комуни Могошешть.
Село розташоване на відстані 309 км на північ від Бухареста, 14 км на південний захід від Ясс.

## Населення
За даними перепису населення 2002 року у селі проживали 360 осіб, усі — румуни. Усі жителі села рідною мовою назвали румунську.